# Marsdenia zimapanica
Marsdenia zimapanica är en oleanderväxtart som beskrevs av William Botting Hemsley. Marsdenia zimapanica ingår i släktet Marsdenia och familjen oleanderväxter. Inga underarter finns listade i Catalogue of Life.